# Косланське сільське поселення
Косла́нське сільське поселення (рос. Косланское сельское поселение) — муніципальне утворення у складі Удорського району Республіки Комі, Росія. Адміністративний центр — село Кослан.

## Населення
Населення — 2233 особи (2017, 2533 у 2010, 3013 у 2002, 4193 у 1989).

## Склад
До складу поселення входять такі населені пункти:
| Населений пункт   | Населення, осіб (1989) | Населення, осіб (2002) | Населення, осіб (2010) |
| ----------------- | ---------------------- | ---------------------- | ---------------------- |
| Иджид'яг, селище  | 574                    | 330                    | 240                    |
| Йолькиб, присілок | 4                      | 4                      | 5                      |
| Кослан, село      | 3615                   | 2679                   | 2288                   |